# Adolfo Hirsch
Adolfo José Hirsch (Guerrico, 31 de janeiro de 1986) é um futebolista samarinês nascido na Argentina, que joga como atacante. Atualmente defende o Fiorentino.

## Carreira em clubes
Revelado pelo Banfield, não chegou a jogar pelo time principal. Em 2007, aos 21 anos, fez sua estreia como atleta profissional no Juventud de Pergamino, clube que disputava na época o Torneo Argentino A (terceira divisão do Campeonato Argentino). Defendeu também as cores do Conesa (equipe amadora do país) em 2008, e no ano seguinte foi para San Marino, assinando com o Virtus por indicação de seu compatriota Danilo Rinaldi, que também é naturalizado samarinês. Nos Frentani, foram 49 jogos e 22 gols em 3 temporadas.
Hirsch ainda defenderia Cosmos, Folgore Falciano (duas passagens), La Fiorita e Pennarossa antes de assinar com o Fiorentino em 2022.

## Carreira na seleção
Após obter a cidadania samarinesa, Hirsch passou a ser elegível para defender a seleção nacional, pela qual fez sua estreia em 2011, contra a Romênia, entrando aos 36 minutos do segundo tempo da partida, vencida pelos romenos por 1 a 0.
Em março de 2024, o atacante anunciou durante uma entrevista que sua carreira internacional estava encerrada desde setembro de 2023, alegando que pretendia dar mais espaço a jovens atletas. Em 12 anos defendendo La Serenissima, Hirsch atuou em 60 jogos.

## Títulos
Folgore Falciano
- Campeonato Samarinês: 2014–15
- Copa Titano: 2014–15
- Supercopa de San Marino: 2015

La Fiorita
- Campeonato Samarinês: 2017–18
- Copa Titano: 2017–18
- Supercopa de San Marino: 2018